# Saud Khariri
Saud Kariri (Jizan, 1980. június 8. –) szaúd-arábiai labdarúgó, az el-Hilál középpályása. Korábban az Al-Ittihadban játszott.

## Pályafutása
A válogatottal részt vett a 2006-os labdarúgó-világbajnokságon.